# Monumentul și fântâna Luigi Cazzavillan

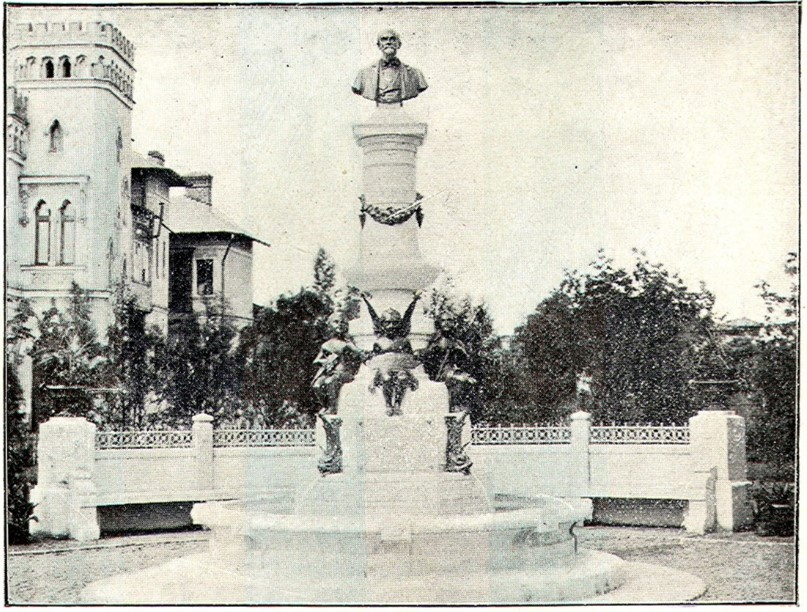
Fântâna Luigi Cazzavillan, imagine de epocă

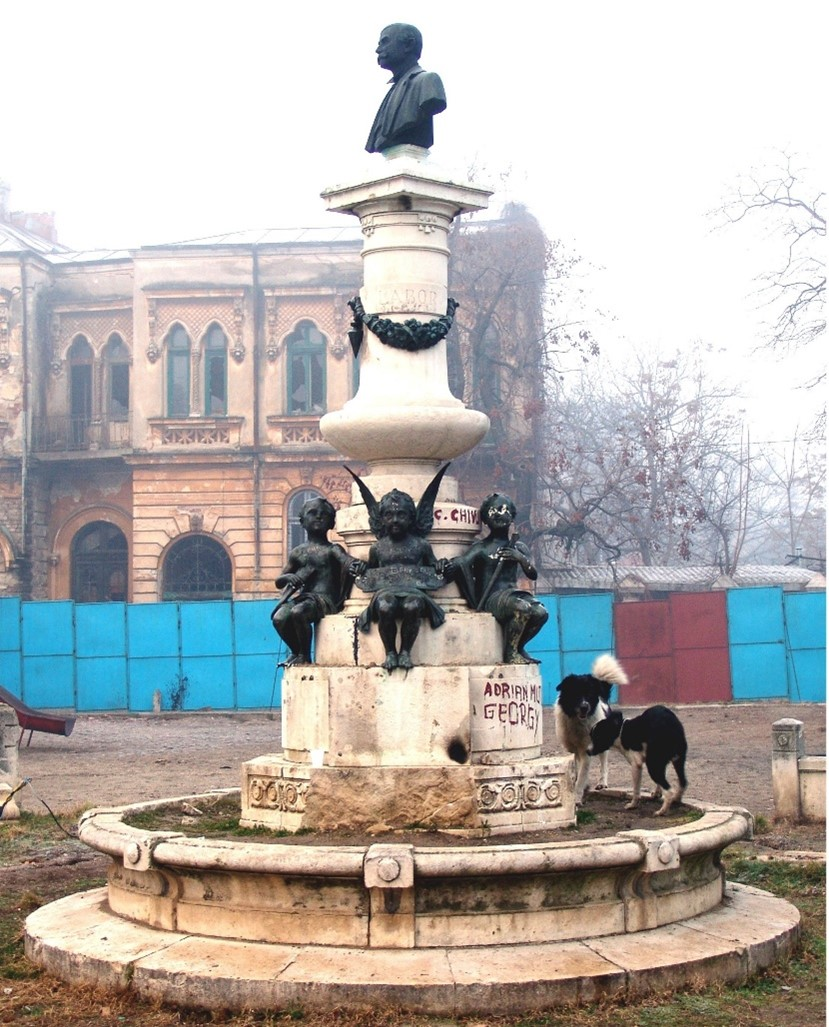
Fântâna Luigi Cazzavillan în 2004, înainte de restaurare

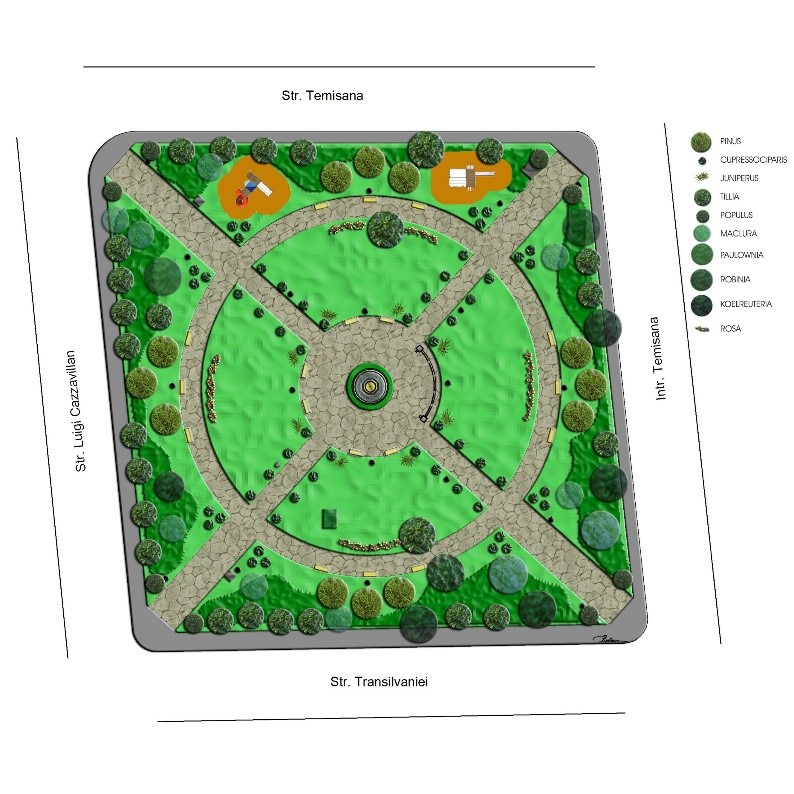
Planul parcului Luigi Cazzavillan, cu fântâna în mijloc

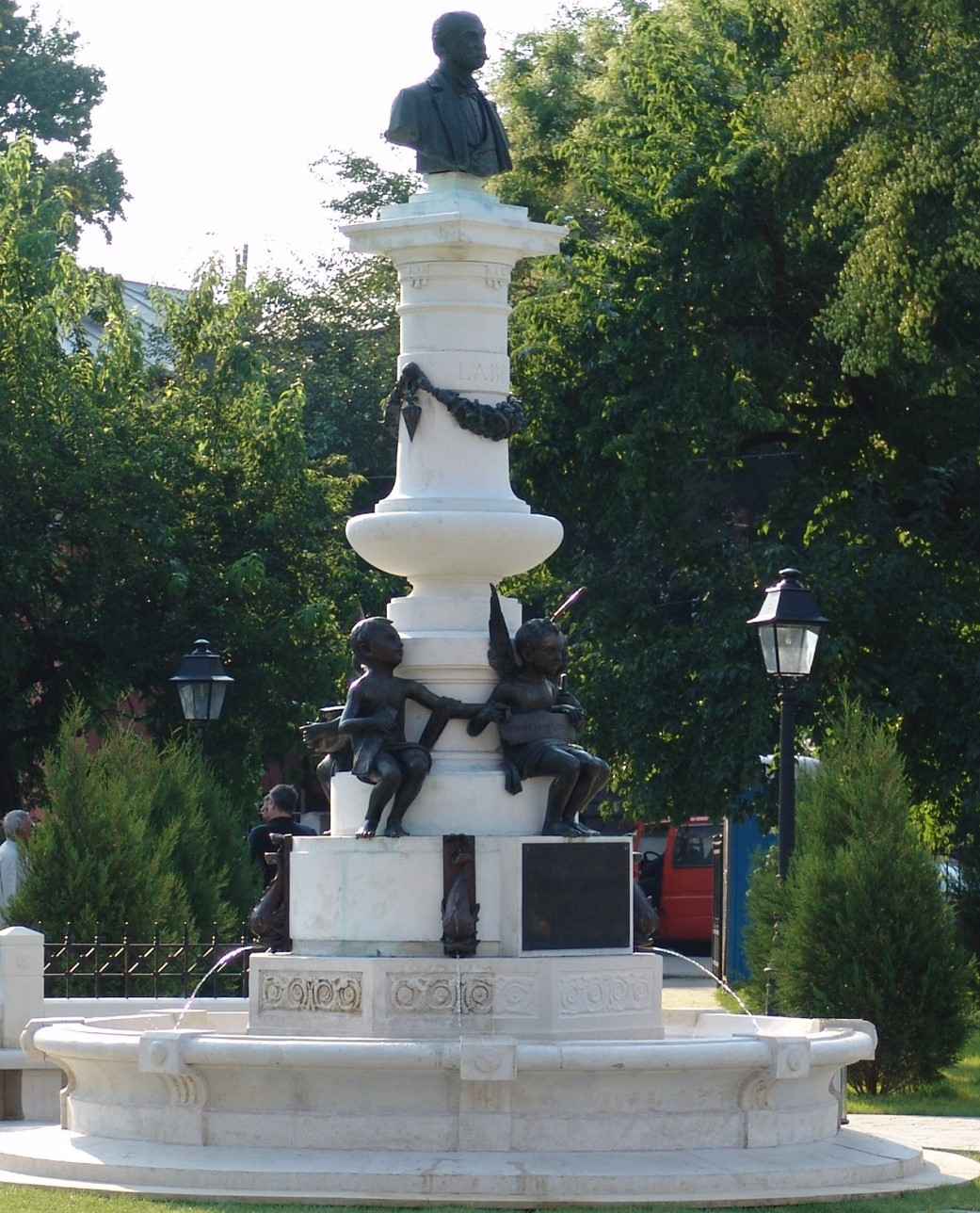
Fântâna Luigi Cazzavillan după restaurarea din 2004-2005

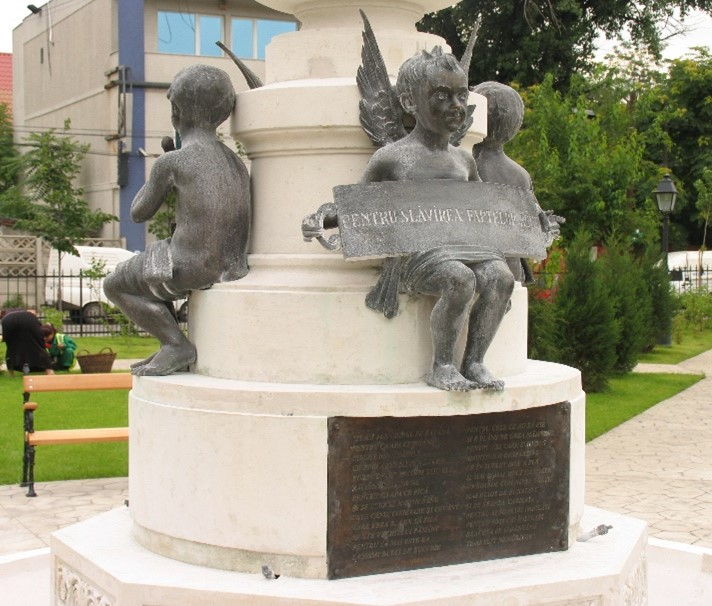
Fântâna Cazzavilan, detaliu din timpul restaurării din 2004-2005 (amorași, îngerași)

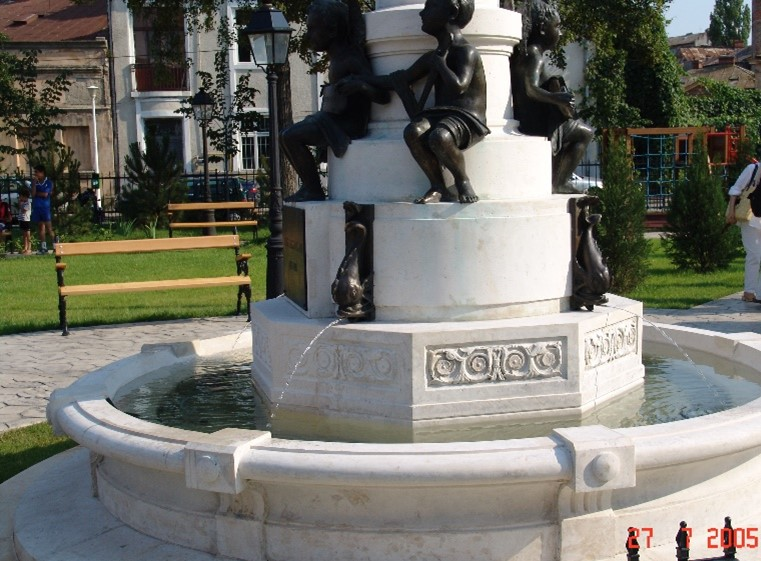
Fântâna Cazzavilan, detaliu după restaurarea din 2004-2005 (delfini)

Monumentul și fântâna Luigi Cazzavillan au fost construite în anul 1905 de sculptorul Filip Marin (1865-1928), profesor la acea vreme la Școala de Arte Frumoase din București. Scuarul a avut configurație în manieră italiană, cu trasee geometrice, cu alei circulare și accese pe diagonală, străjuite de arbori columnari. Întreg ansamblul, împreună cu fronturile clădirilor din jur, este reprezentativ pentru Bucureștii începutului de secol. Imediat după inaugurare, monumentul a fost enumerat de Frédéric Damé ca unul dintre reperele notabile din oraș.
Luigi Cazzavillan (1852, Arzignano, Italia - 24 decembrie 1903 stil vechi / 6 ianuarie 1904 stil nou) a fost un ziarist român de origine italiană, care în anul 1884 a fondat ziarul Universul. Dupa ce a luptat ca voluntar în armata lui Giuseppe Garibaldi, în armata franceză și în Legiunea italiană, a venit in România in anul 1877, in calitate de corespondent de razboi al unor ziare italiene.

## Restaurarea din 2004-2005
Restaurarea scuarului a avut loc la inițiativa și cu finanțarea Primăriei Sectorului 1, București; licitația a fost câștigată de Universitatea de Științe Agronomice și Medicină Veterinară din București, Facultatea de Hoticultură, Secția de Peisagistică (profesor peisagist Florin Teodosiu, peisagist Dana Dobrescu), utilizând documentații istorice și date culese de la locuitorii din zone. Execuția a fost asigurată de Administrația Domeniilor Publice a Sectorului 1. Proiectul a urmărit restaurarea fidelă, refăcând desenul aleilor și reintroducând vegetația specifică (plopi columnari, trandafiri, liliac, maclura, tei, iasomie, viță canadiană, zorele), dar și o modernizare funcțională, de pildă printr-o instalație de udare automata, instalarea de locurilor de joacă pentru copii etc.

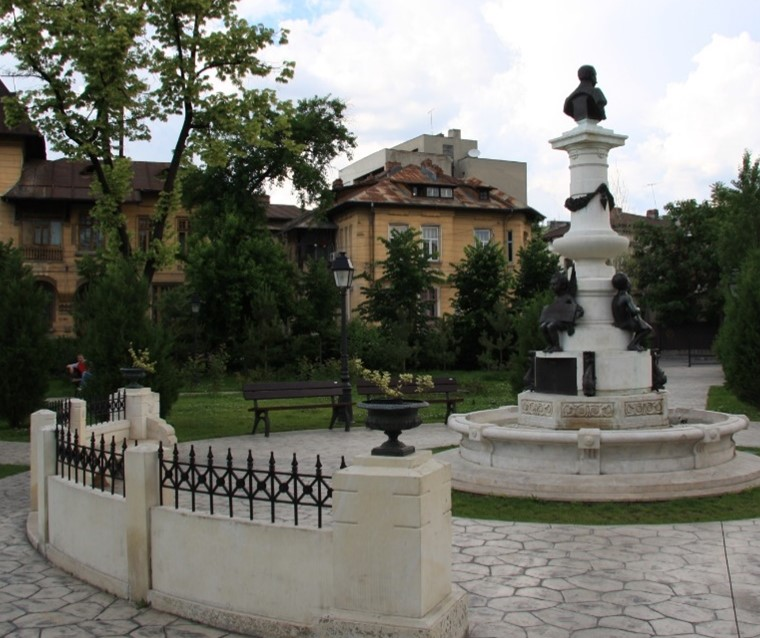
Fântâna Luigi Cazzavillan, exedra după restaurarea din 2004-2005

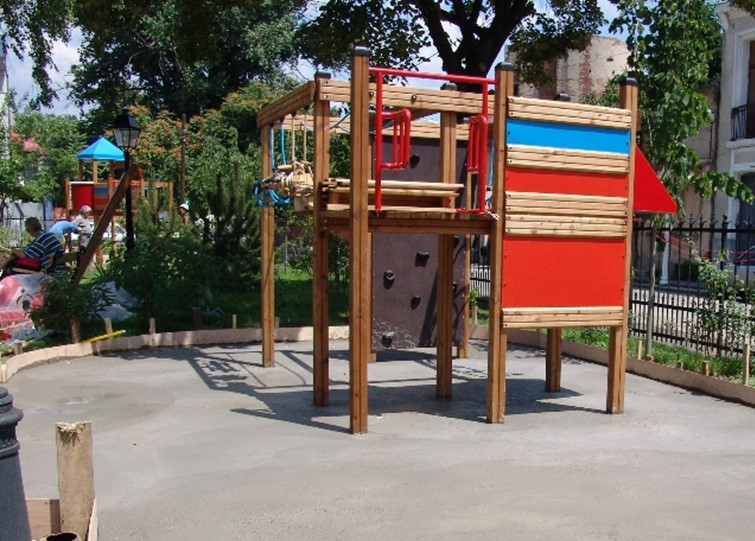
Parcul Luigi Cazzavillan, loc de joacă pentru copii instalat la restaurarea din 2004-2005

Restaurarea fântânii a beneficiat de finanțarea Primăriei Municipiului București - Administrația Monumentelor și Patrimoniului Turistic (AMPT); proiectul a fost condus de S.C. Carpați Proiect (proiectare: sculptor Marian Dăbuleanu, arh. Alexandra Juvara, expert tehnic ing. Theodor Stoian), execuția fiind asigurată de conf. Ionel Lazăr. Exedra a fost refăcută, s-au reconstituit, după fotografia existentă la AMPT, gardul din fier forjat înalt de 15 cm montat peste parapetul din piatră și cele două amfore turnate în fontă. Bustul lui Luigi Cazzavillan a fost fixat pe soclu cu fața spre strada Cazzavillan care îi poartă numele. Figurile de bronz și plăcile cu inscripții de pe soclu au fost recondiționate sau, atunci când lipseau, reconstituite:
- În partea de sus a soclului, ghirlanda de bronz alcătuită din flori, cu panglică și ciucuri, care subliniază cuvântul „Labor”, a fost completată cu un ciucur care lipsea;
- Un delfin original, găsit din întâmplare în curtea Institutului Proiect București, a servit drept model pentru executarea a trei replici, cele patru figuri fiind montate ca guri de apă ale fântânii;
- Aproape de bază se află un cuplu de amorași și unul de îngerași, din bronz, cu câte o placă, tot din  bronz, pe genunchi. Amorașul din dreapta are în mâini ziarul „Universul”, iar cel din stânga are o baionetă;
- Îngerașul din mijloc ține în mâini o placă pe care este scris:  „PATRIOT ACTIV SI BINEFACATOR”;
- În locul plăcii de dedesubt, dispărută, s-a pus o placă reconstituită după documente aflate la AMPT, cu inscripția: „LUIGI CAZZAVILLAN  1852-1903”;
- Îngerașul situat pe partea opusă a torului din piatră ține în mâini o placa pe care este scris: „PENTRU SLĂVIREA FAPTELOR BUNE”;
- Pe registrul imediat inferior al soclului s-a pus placa de bronz reconstituită după raportul din 1950 aflat la AMPT, cu inscripția: „ȚI-AM PUS CHIPUL PE FÂNTÂNĂ / PENTRU CA APA CE'NGÂNĂ / CIRIPIT DE PĂSĂRELE / CE PRIN ARBORI SPUN ÎN COR / VORBE DRAGI PRECUM ȘTIU ELE , RĂCOROSULUI IZVOR, / PENTRU CĂ APA CE PICĂ / ȘI SE SCURGE MURMURÂND / ESTE GÂND, CUGETARE ȘI CUVÂNT / CARE VREA BLAJIN SĂ ZICĂ / MULTE VECHIULUI PĂMÂNT. // PENTRU CĂ MAI ESTE EA / LACRIMI DULCI DE BUCURIE / PENTRU CELE CE AU SĂ FIE / ȘI E PLÂNS DE GREA MÂHNIRE, / PENTRU CEI CARE S`AU DUS / AMINTIND O DESPĂRȚIRE / CE ÎN SUFLET DOR A PUS / ȘI MAI E, MAI MULT CA TOATE / UN SIMBOL CUM NU SE POATE / MAI DUIOS DE BUNĂTATE / ȘI PE SFÂNTA CARITATE / PENTRU AI SOARTEI IMPILATI / PENTRU TOȚI CEI ÎNȘELAȚI / DEACEEA PE O FÂNTÂNĂ / TE-A SUIT NEMURITOR”.[6]

Inaugurarea a avut loc în prezența consilierului Ambasadei Italiei la București, Cristano Gallo, a Primarului General al Capitalei Adriean Videanu și a Primarului Sectorului 1 Andrei Ioan Chiliman.
Restaurarea Monumentului Luigi Cazzavillan și a parcului Luigi Cazzavillan a fost distinsă de Ministerul Culturii și Cultelor cu o Mențiune acordată în 2006.
Lucrarea este înscrisă în Lista monumentelor istorice 2010 - Municipiul București - la nr. crt. 2286, cod LMI B-III-m-B-19971.
Monumentul este considerat un obiectiv de interes istoric și turistic. Este situat în inima Bucureștilor, la intersecția străzii Transilvania cu strada Luigi Cazzavillan din sectorul 1.